# Super Series
O Torneio Super Series foi uma competição amistosa que reúne três equipes do futebol brasileiro para disputá-lo. Foi realizada em Manaus, Amazonas e as partidas foram disputadas na Arena da Amazônia.
Uma curiosidade do Torneio é que em vez de tocar o hino nacional antes das partidas, como de costume, toca-se os hinos do clubes.

## História
A primeira edição do torneio ocorreu em 2015 e foi disputada pelos seguintes clubes: São Paulo, Vasco e Flamengo.
No primeiro jogo o Flamengo venceu o Vasco por 1 a 0, no segundo jogo o São Paulo foi a equipe a derrotar o Vasco, dessa vez por 2 a 1 e com isso o Vasco estava eliminado, a decisão foi no dia 25 onde o Flamengo venceu por 1 a 0 o São Paulo.